# Ефремовы
Ефре́мовы (Офремовы) — старинный дворянский и казачий род, внесённый в гербовник и родословные книги дворян области Войска Донского.

## Дворяне Ефремовы
Григорий Ефремов владел поместьем в Коломенском уезде (ранее 1577 года), его семья: вдова и 10 сыновей владели поместьями в Орловском уезде (1593). По делу о заговоре в земщине казнён Труха Ефремов (1568), его имя занесено в синодик опальных.
Николай Ефремов, в службу вступил (1774 год), статский советник (1798 год), кавалер орденов Равноапостольного Князя Владимира 4-й степени (1790 год) и Святой Анны 2-й степени (1799 год). Его родные братья, Ефремовы, в службу вступили: Павел (1785 год), надворный советник (1799 год), а Григорий вступил в службу (1775 год), коллежский асессор (1784 год). В дворянское достоинство пожалованы (11 декабря 1803 года).

## Казачий дворянский род Ефремовых
Предок их, Ефрем Петров, сын московского купца, поселился в Черкасске (около 1670 года), занимался торговлей, а потом был войсковым старшиной и походным атаманом (1702—1705 годы). Его сын Данила Ефремов и внук Степан Ефремов были один после другого войсковыми атаманами донских казаков.
В Старочеркасске от атаманов Ефремовых сохранилось атаманское подворье с усадебным дворцом на 21 комнату и домовой церковью Донской Богоматери (1756 — 1761 годов), переданной (1837 год) под Донской Старочеркасский монастырь. Со стороны алтаря возле храма находятся могилы Ефремовых, в том числе известной атаманши Меланьи Карповны, о которой см. миниатюру Валентина Пикуля «Маланьина свадьба».

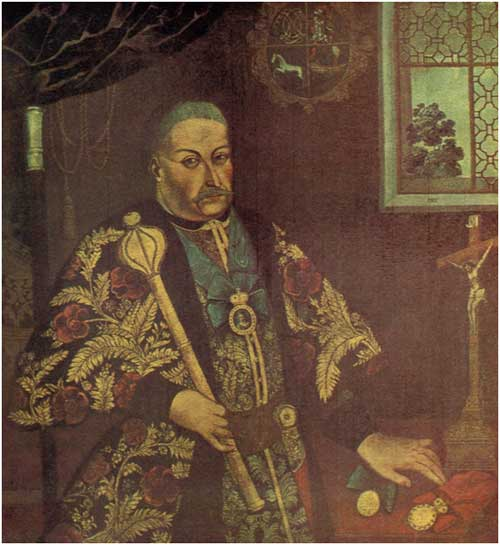
Данила Ефремов
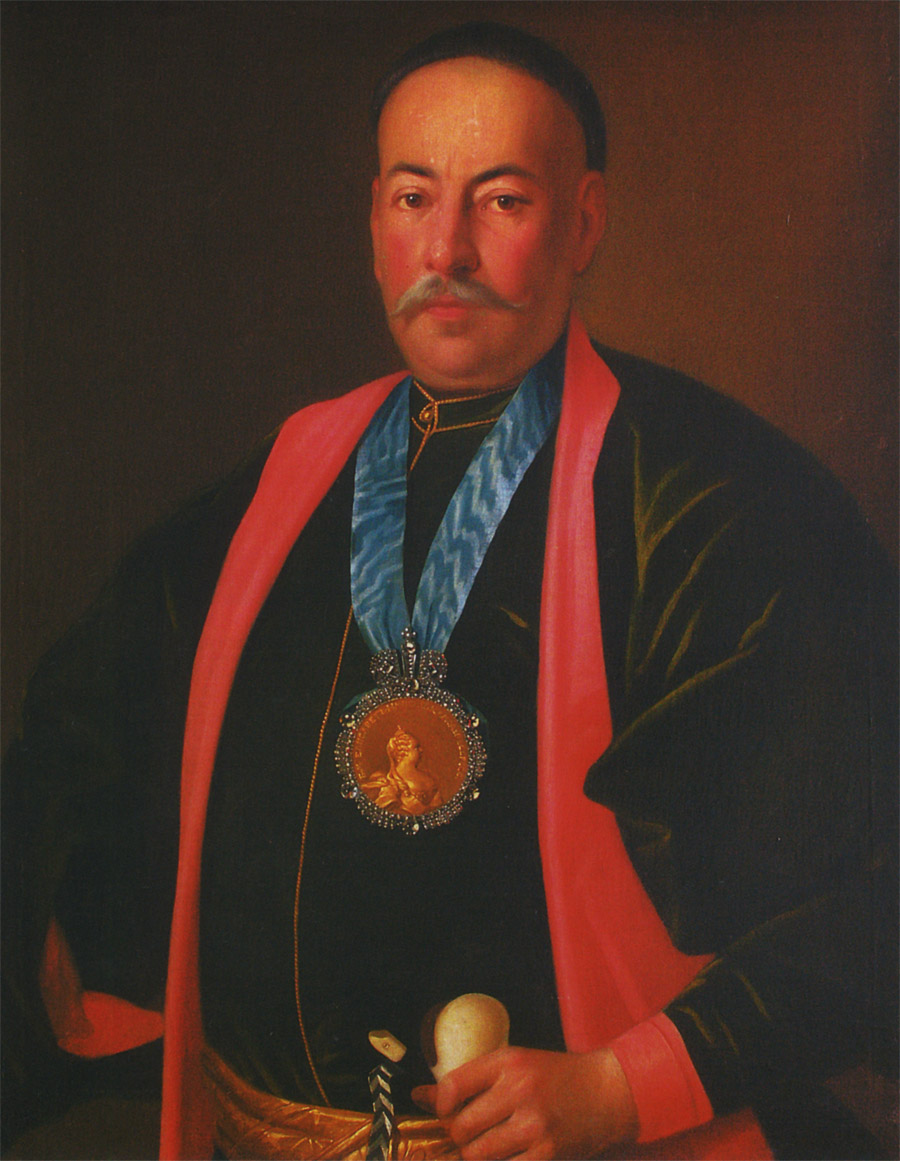
Степан Ефремов
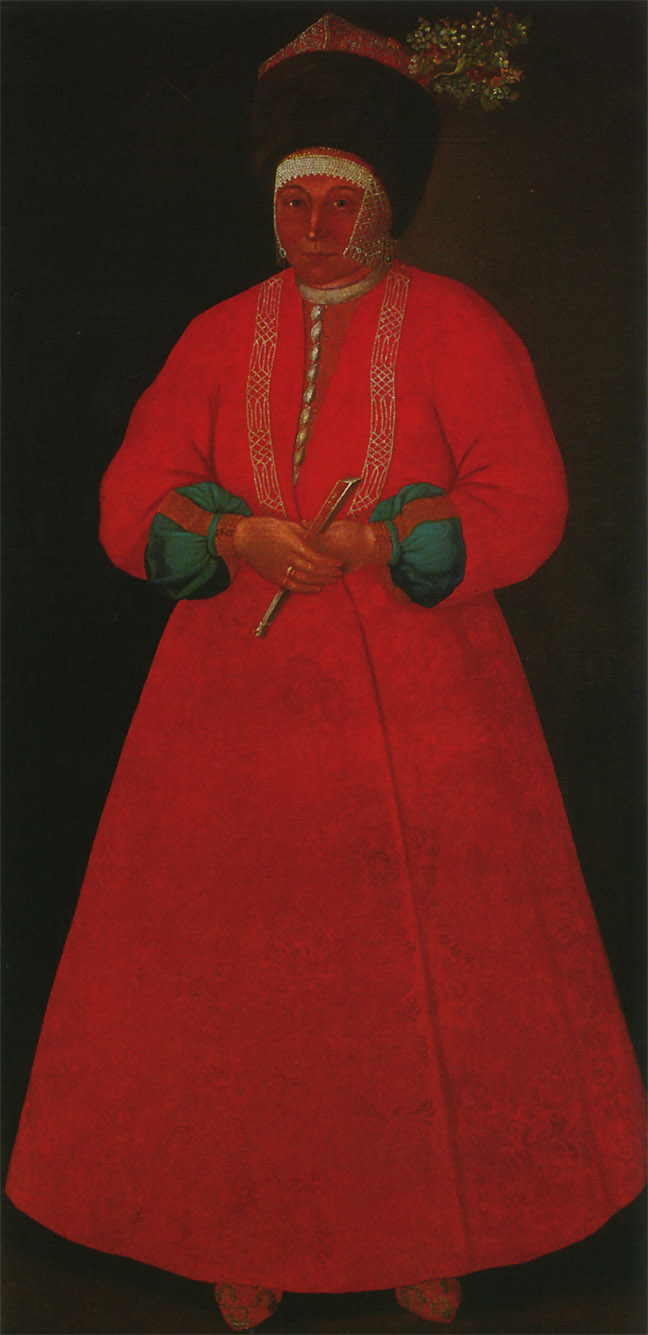
Авдотья Акимовна Карпова, жена Данилы и мать Степана
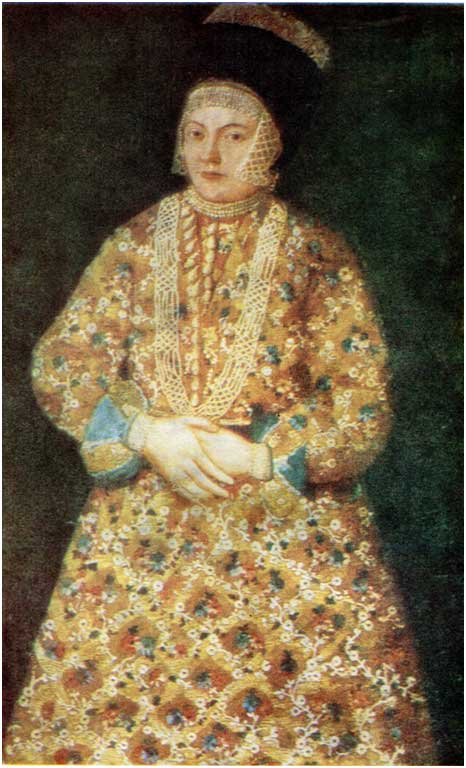
Меланья Карповна, жена Степана
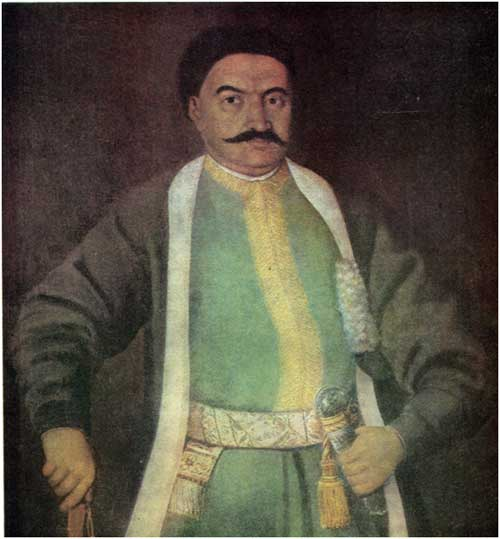
Данила Степанович Ефремов

## Описание гербов

#### Герб. Часть V. № 65.
Герб премьер-майора армии, полковника Войска Донского Данилы Степановича Ефремова (1802 год): щит разрезан косою чертою с левого угла на правый, в правой части, в голубом поле, крестообразно положенные два пистолета, означающие службу его в казацком войске, в левой части в красном поле три шпаги концами вниз, в знак службы его нынешним премьер-майорским чином. Щит увенчан обыкновенным дворянским шлемом с страусовыми перьями. Намёт на щите голубой, подбит красным.

#### Герб. Часть V. № 66.
Герб подполковника Николая Степановича Ефремова (1867 год): в червлёном щите серебряный скачущий конь с черными глазами, языком и копытами. В лазуревой главе щита золотая галера. Щит увенчан дворянскими шлемом и короною. Нашлемник: в серебряной кольчуге рука, держащая золотую булаву, а по бокам оной справа два золотые бунчука, а слева серебряное с червлёным древком знамя. Намёты: правый червлёный с серебром, левый лазуревый с золотом.

#### Герб. Часть V. № 67.
Герб надворного советника Филиппа Сергеевича Ефремова (1796 год): щит разделён поперек на два поля, верхнее малое и нижнее пространное. В нижнем чёрном изображены с углов крестообразно слева направо простирающаяся в верх натурального цвета дорога, с двумя показующимися на ней обутыми серебряными ногами, в означение, что родоначальник Ефремовых начально отправлял военную службу и потом киргиз-кайсаками, взят был в плен, из коего свободно странствовал в Бухаре, Восточной Индии и других отдалённых азиатских странах. Вверху и внизу сего поля означены две золотые шестиугольные звезды в показание службы его по возвращении в отечество своё при гражданских делах усердно и похвально отправляемой, через которую достиг он дворянского достоинства. В верхнем серебряном поле видно чёрное орлиное крыло в изъявление нашего Императорского покровительства и благопризрения к службе его.
Щит увенчан обыкновенным дворянским шлемом со страусовыми перьями, имеющий Намёт красный, подложенный чёрным.

#### Герб. Часть VIII. № 150.
Герб Николая, Павла и Григория Ефремовых (1803 год): щит разделён на четыре части, из которых в первой и второй частях, в золотом и зелёном полях, изображены диагонально два хлебных снопа и на середине шестиугольная звезда, переменных с полями цветов. В третьей части, в голубом поле, находится стропило. В четвёртой части, в верхнем красном и нижнем чёрном полях три серебряные пушечных ядра. Щит увенчан дворянским шлемом и короной, на поверхности которой видна согнутая в латах рука со шпагою. Намёт на шите голубой и красный, подложен серебром.

#### Герб. Часть XX. № 22.
Герб статского советника Демида Ефремова (1827 год): щит поделен вертикально. В левой голубой части вверху и внизу по горизонтальной золотой полосе. Между ними вертикально серебряный ключ бородкой вверх. В левой красной части серебряная шпага острием вверх. Щит увенчан дворянским коронованным шлемом. Нашлемник – три страусовых пера. Намёт красный и голубой, подложен серебром.

## Известные представители
- Ефремов Илья Никитич — владел поместьем в Алатарском уезде (1652 год).
- Ефремов Кузьма — владел поместьем в Белозёрском уезде (1667 год).
- Ефремовы: Фёдор Иванович и Феоктист Васильевич — прапорщики, участники Чигиринского похода (1678 год).
- Ефремов Гавриил Иванович — стряпчий (1679 год), владелец поместья в Чернском уезде (1680 год), стольник (1692 год).
- Ефремов Фёдор Иванович — московский дворянин (1692 год).
- Ефремовы: Венедикт и Парфен Дементьевичи владели поместьями в Мценском уезде (1694 год)[5][1].
- Ефремов — подпоручик 18-й артиллерийской бригады, убит в Бородинском сражении (24 — 26 августа 1812), его имя занесено на стену храма Христа Спасителя в г. Москва.
- Ефремов Иван Ефимович — генерал-майор, кавалер ордена Святого Георгия 3-й степени за Лейпциг (7 октября 1813 года).
- Ефремов — есаул Войска Донского, убит в сражении при Лейпциге  (2, 4 и 7 октября 1813 года), его имя занесено на стену храма Христа Спасителя[3].